# 3 Vulpeculae

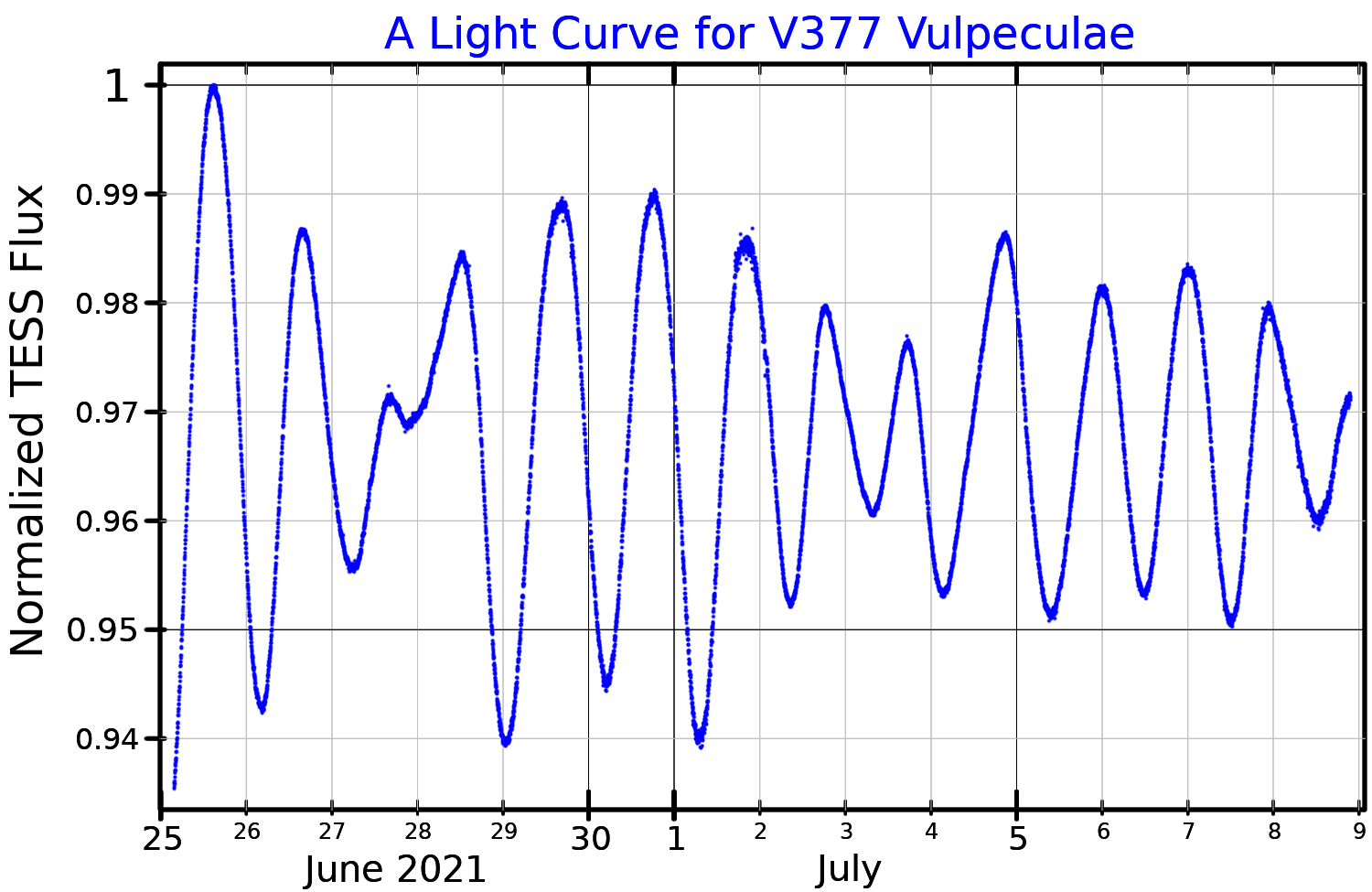
Frecuencia de luz

3 Vulpeculae (3 Vul / HD 182255 / HR 7358 / V377 Vulpeculae) es una estrella en la constelación de Vulpecula —la zorra— de magnitud aparente +5,22. 
Conocida por su número de Flamsteed al no tener denominación de Bayer, esta estrella ha suscitado interés tanto por su variabilidad como por su composición química.
Aunque 3 Vulpeculae figura clasificada como una gigante azul de tipo espectral B6III, otros autores la consideran una joven estrella de la secuencia principal.
Con una temperatura de 14.400 K, tiene una luminosidad 315 veces mayor que la del Sol.
Su diámetro es 2,9 veces más grande que el diámetro solar y tiene un contenido metálico aproximadamente la mitad que el del Sol.
Variable pulsante, forma parte del grupo de las estrellas B pulsantes lentas (SPB), con variaciones en su espectro y en su luminosidad similares a las de 53 Persei, prototipo del grupo. Al igual que esta última, es multiperíodica, con períodos de 1,029, 1,262 y 1,169 días.
Por otra parte, presenta una composición química similar a la de otras estrellas de tipo B, por lo que no cabe considerarla como una estrella peculiar.
3 Vulpeculae es una estrella binaria espectroscópica con un período orbital de 367,26 días. La componente principal posee una masa de 4,16 masas solares, mientras que la componente secundaria puede tener una masa comprendida entre 0,6 y 1,1 masas solares.
La separación media entre componentes puede ser de ~ 1,7 UA.
El sistema, situado a 402 años luz del sistema solar, tiene una edad estimada de 25 millones de años.